# Auguste Comte
Auguste Comte (polno ime: Isidore Marie Auguste François Xavier Comte), francoski filozof, utemeljitelj sociologije kot znanosti o družbi, * 19
. januar 1798, Montpellier, Francija, † 5. september 1857), Pariz, Francija.
Francoski filozof Auguste Comte, poznan tudi kot matematik in človek s širokim enciklopedičnim znanjem, velja za očeta sodobne sociologije. Več kot polovico svojega obsežnega dela Predavanja iz pozitivne filozofije je posvetil utemeljevanju nove vede, socialne fizike, katero je kasneje imenoval sociologija. Zapolnila naj bi vrzel v tedanjem sistemu ved, ki so ga tvorile matematika, astronomija, fizika, kemija in fiziologija.
Hkrati velja za utemeljitelja pozitivizma, filozofske smeri, ki zavrača teološko in metafizično, ter sprejema znanstvano spoznanje o »pozitivnih« oziroma empirično dokazljivih pojavih za edini mogoč vir spoznanja.

## Življenje
Comte se je rodil 19. januarja 1798 v Montpellierju. Vpisal se je na pariško Politehniko, ki pa je leta 1817 zaradi reorganizacije za nekaj časa zaprla vrata. Comte se je zato prepisal na študij medicine v Montpellierju. Po vrnitvi v rojstni kraj je prišel navzkriž s svojo družino, ki je bila predana katolištvu in monarhizmu. Znova se je napotil v Pariz, kjer je postal študent in tajnik grofa Saint-Simona, le-ta pa je Comta uvedel v krog intelektualcev. Leta 1824 sta se zaradi prevelikih osebnostnih razlik razšla. Ker mu ni uspelo zasesti akademskega položaja, je Comte postal finančno odvisen od sponzorjev in prijateljev. Comte se je leta 1825 poročil s Caroline Massin, a se je njun zakon leta 1842 končal. Umrl je 5. septembra 1857 v Parizu, star 59 let. Tako kot mnogi francoski in tuji pomembneži je pokopan na slovitem pariškem pokopališču Père-Lachaise. Njegovo pariško stanovanje Maison d'Auguste Comte je še danes na ogled.

## Delo
Comte je želel znanosti odpreti tudi področje družbenega dogajanja, ki je bilo dotlej skoraj izključno pridržano filozofiji. Želel je ustvariti objektivno znanost o družbi, katere predstavniki bi se povsem posvetili teoretičnemu raziskovanju in bi pri tem zavrgli vse praktične vidike. Comte v tem sicer ni bil uspešen, je pa utemeljil novo šolo v filozofiji, pozitivizem. Pozitivizem zavrača teološko in metafizično ter sprejema znanstveno spoznanje o pozitivnih oziroma empirično dokazljivih pojavih za edini mogoč vir spoznanja. Comtova teorija, katere temeljna metoda je indukcija, je imela velik vpliv na razvoj družbenih ved v 19. in 20. stoletju.
Po Comtu se sociologija deli na socialno statiko in socialno dinamiko. Prva proučuje sestavo družbe, druga pa razvoj človeštva, ki poteka v treh zaporednih stadijih: teološkem, metafizičnem in pozitivnem. Prva dva sta zgolj prehodna, v zadnjem, pozitivnem stadiju, se izgubi vsa metafizika, vključno z ostanki teologije. Comtovo sistematiko znanosti si lahko zamislimo v obliki tarče, ki koncentrično prehaja od zunanje, najabstraktnejše znanosti, kar je matematika kot najnatančnejša med znanostmi, preko astronomije, fizike, kemije in biologije v središčno in najbolj konkretno znanost o človeku in družbi, ki jo Comte imenuje sociologija. Sprva je uporabljal Saint-Simonovo poimenovanje 'socialna fizika', vendar pa je kasneje, ko je prelomil z njim in prešel na svoj neologizem  'sociologija'. Comtova 'sociologija' je zasnovana po znanstvenih načelih, kakršna veljajo v naravoslovnih znanostih.
Comte sicer priznava, da v naravnem in družbenem dogajanju vlada neka zakonitost, vendar izrecno poudarja, da njegov namen ni raziskovati gibal družbenega dogajanja oziroma vzrokov, ki pojave porajajo, temveč zgolj razčlenjevati okoliščine, v katerih pojavi nastajajo, ter jih povezati po zaporednosti in podobnosti. V Comtovem času je njegova misel odražala idejnopolitične obrate tedanje francoske buržoazije, ki se je uveljavljala v boju proti težnjam fevdalne reakcije in proti prvim političnim nastopom delavskega razreda.

### Izbrana dela:
- Predavanja iz pozitivne filozofije (Cours de philosophie positive tome), 1830–42;
- Razprava o sociologiji, s katero se vzpostavlja religija človečanstva (Traité de sociologie instituant la religion de l'Humanite), 1851–54;
- Pozitivistični katekizem (Catéchisme positiviste) 1854.